# NGC 3857
NGC 3857 este o galaxie lenticulară situată în constelația Leul. A fost descoperită în 23 martie 1884 de către Édouard Stephan⁠(d). Se află la o distanță de 91,69 de megaparseci de Pământ.